# Accordo del Venerdì Santo
L'accordo del Venerdì Santo (in inglese Good Friday Agreement; in irlandese Comhaontú Aoine an Chéasta; in scozzese dell'Ulster Guid Friday Greeance), conosciuto anche come accordo di Belfast (in inglese Belfast Agreement; in irlandese Comhaontú Bhéal Feirste; in scozzese dell'Ulster Bilfawst Greeance) o come accordo di Stormont, è uno dei più importanti sviluppi del processo di pace in Irlanda del Nord.
Si tratta di:
1. un accordo tra la maggior parte dei partiti dell'Irlanda del Nord (accordo multilaterale);
2. un accordo internazionale tra il governo del Regno Unito e quello della Repubblica d'Irlanda (accordo britannico-irlandese).

## Contenuti
L'accordo stabilisce una serie complessa di disposizioni, relative a una varietà di settori, tra cui:
- Lo status e il sistema di governo dell'Irlanda del Nord nel Regno Unito (parte 1)
- La relazione tra l'Irlanda del Nord e la Repubblica d'Irlanda (parte 2)
- La relazione tra la Repubblica d'Irlanda e il Regno Unito (parte 3)

Le questioni relative alla sovranità, ai diritti civili e culturali, allo smantellamento degli armamenti, alla smilitarizzazione, alla giustizia e alla polizia sono centrali nell'accordo.

## Storia
L'accordo è stato firmato a Belfast il 10 aprile 1998 (giorno di Venerdì santo) dal governo del Regno Unito e da quello irlandese, con l'approvazione dalla maggior parte dei partiti politici nordirlandesi, con l'eccezione del Partito Unionista Democratico (DUP). Il 23 maggio 1998 l'accordo è stato sottoposto a un referendum che ne ha sancito l'approvazione popolare da parte dei votanti nordirlandesi.
Nello stesso giorno, gli elettori della Repubblica d'Irlanda hanno votato per cambiare la loro costituzione, in linea con l'accordo: approvando il Diciannovesimo emendamento alla Costituzione, è stato infatti possibile cambiare il testo degli originari articoli 2 e 3 (che rivendicavano l'unità dell'isola sotto il governo di Dublino) in una dichiarazione recante l'aspirazione ad una Irlanda unita con mezzi pacifici. 
Il DUP (Partito Democratico Unionista) è stato l'unico grande partito a opporsi all'accordo, che è entrato comunque in vigore il 2 dicembre 1999.

## Risultati dei referendum
Il referendum chiedeva se si era a favore, o no, all'accordo.
I risultati dei due referendum simultanei sono riportati in basso:
|                      | Affluenza | Si              | No            | Totale           |
| -------------------- | --------- | --------------- | ------------- | ---------------- |
| Irlanda del Nord     | 81%       | 676,966 (71%)   | 274,879 (29%) | 951,845 (100%)   |
| Repubblica d'Irlanda | 56%       | 1,442,583 (94%) | 85,748 (6%)   | 1,528,331 (100%) |